# Station Eastham Rake
Eastham Rake is een spoorwegstation van National Rail in Wirral in Engeland. Het station is eigendom van Network Rail en wordt beheerd door Merseyrail. 